# Eulima major
Eulima major is een slakkensoort uit de familie van de Eulimidae. De wetenschappelijke naam van de soort werd in 1834 voor het eerst geldig gepubliceerd door George Brettingham Sowerby I.